# ثبيرة متقابلة الأوراق
ثبيرة متقابلة الأوراق (الاسم العلمي: Acokanthera oppositifolia) هي نوع نباتي يتبع جنس الثبيرة من فصيلة الدفلية.